# Поль Капеллані
Поль Капеллані (фр. Paul Capellani; 9 вересня 1877 — 7 листопада 1960) — французький актор німого кіно. Його братом був режисер Альбер Капеллані, а дядько — кінорежисер Роджер Капеллані, який загинув у травні 1940 року в битві під Дюнкерком.
З 1908 по 1930 рік він знявся приблизно в 100 фільмах.
У 1920 році він з'явився в «De la coupe aux lèvres» Гі дю Френе.